# هامبتون إي. بوغز
هامبتون إي. بوغز (بالإنجليزية: Hampton E. Boggs)‏ هو ضابط أمريكي، ولد في 17 أغسطس 1921 في أوكلاهوما في الولايات المتحدة، وتوفي في 31 يناير 1953 في ويسكونسن في الولايات المتحدة.